# 中央火车站 (赫尔辛基地铁)
中央火车站地铁站（芬蘭語：Rautatientorin metroasema，芬瑞名直译都是“铁路广场站”），是芬兰赫爾辛基地鐵的车站。其入口位于名为“车站隧道”（Asematunneli）的地下大厅，从该大厅可以前往赫尔辛基中央火车站。广播报站时使用芬兰语、瑞典语和英语三个名字。
该站为赫尔辛基地铁最初的地铁站之一，开通于1982年7月1日。该站位于地下27米深处、海平面22米以下。